# Kenscoff
Kenscoff, in creolo haitiano Kenskòf, è un comune di Haiti facente parte dell'arrondissement di Port-au-Prince nel dipartimento dell'Ovest.